# Љубомир Вујновић
Љубомир Вујновић (Вуиновић) (Шибеник, 7. јул 1841 — Задар, 26. јун 1883) је био српски теолог, професор, политичар и добротвор у Далмацији.

## Биографија

### Породица
Отац Никола био је свештеник и дугогодишњи катихета Задарске гимназије, а мајка Ана (рођ. Бабић).

### Образовање
У најранијој младости са породицом се преселио из Шибеника у Задар. Тамо је завршио основну школу, гимназију и богословију. Потом је радио као учитељ у Рисну и Морињу.
Пошто је 1867. добио стипендију одлази у Русију на богословске студије. Две године похађао је Духовну академију у Кијеву (1867-1869) а потом Богословски факултет у Санкт Петербургу (1869-1871). У Русији је прихватио идеје словенофилства.

### Професор
По повратку у Задар био је 1871. суплент (помоћни наставник) а од 1872. редовни професор богословије. Предавао је основно богословље, историју цркве и изагогику са егзегетиком. Пошто се тешко разболео свечано је пензионисан 1882. на српској омладинској скупштини.

### Политичар
Био је истакнути борац за национална права Срба у Далмацији. Један је од оснивача Српске народне странке на Приморју, као и њеног гласила Српски лист (касније Српски глас). Залагао се и за оснивање посебног српског клуба у Сабору.
Своје идеје износио је у Застави и Гласу Црногораца. Заједно са пријатељем и колегом са студија епископом Никодимом Милашем уредио је последње годиште Српско-далматинског магазина (1873).

### Добротвор
Наследио је велики капитал од ујака Тодора Бабића. Пред крај живота основао је фондацију „Бабић-Вујновић заклада”, из које су сваке године додељиване четири стипендије младим Србима из Боке и Далмације који су одлазили на студије.